# Sicalis lebruni
El chirigüe austral (Sicalis lebruni), también denominado jilguero austral (en Argentina), chirihue austral (en Chile), semillero patágonico o misto patagónico, es una especie de ave paseriforme de la familia Thraupidae perteneciente al género Sicalis. Es nativo de regiones patagónicas del sur de América del Sur.

## Distribución y hábitat
Se distribuye en Argentina desde el sur de Buenos Aires y La Pampa por toda la Patagonia, hasta el norte de Tierra del Fuego, y en el extremo sur de Chile, próximo al estrecho de Magallanes. Es accidental en las islas Malvinas.
Esta especie es considerada poco común en sus hábitats naturales: los arbustales abiertos y pastizales de la estepa patagónica, principalmente entre el nivel del mar y los 800 m de altitud.

## Descripción
Mide aproximadamente 14 cm de longitud. El macho es amarillo pálido por la cara, el pecho, los hombros de las alas y el abdomen; el resto de las alas son negras-grisáceas; el dorso y la cola son grises. La hembra es de un color amarillo más pálido que el macho por el abdomen; el resto del cuerpo es de un color gris pálido.

## Alimentación
Se alimenta de semillas, insectos y arácnidos.

## Sistemática

### Descripción original
La especie S. lebruni fue descrita por primera vez por el ornitólogo francés Émile Oustalet en 1891 bajo el mismo nombre científico; su localidad tipo es: «Misioneros, Santa Cruz, Patagonia, Argentina».

### Etimología
El nombre genérico femenino Sicalis proviene del griego «sikalis, sukalis o sukallis»: pequeño pájaro de cabeza negra, mencionado por Epicarmo, Aristóteles y otros, no identificado, probablemente un tipo de curruca Sylvia; y el nombre de la especie «lebruni» conmemora al colector y taxidermista francés en Argentina Édouard A. Lebrun (1852–1904).

### Taxonomía
Es monotípica. Los datos presentados por los amplios estudios filogenéticos recientes demostraron que la presente especie es hermana de Sicalis luteocephala.